# Spergularia canadensis
Spergularia canadensis är en nejlikväxtart som först beskrevs av Christiaan Hendrik Persoon, och fick sitt nu gällande namn av George Don jr. Spergularia canadensis ingår i släktet rödnarvar, och familjen nejlikväxter.

## Underarter
Arten delas in i följande underarter:
- S. c. canadensis
- S. c. occidentalis